# Epeolus zonatus
Epeolus zonatus är en biart som beskrevs av Smith 1854. Epeolus zonatus ingår i släktet filtbin, och familjen långtungebin. Inga underarter finns listade i Catalogue of Life.